# František Zimák
František Zimák (13. srpna 1872 Příkazy – 7. nebo 8. února 1940 Bratislava) byl český, slovenský a československý politik a meziválečný senátor Národního shromáždění.

## Biografie
Původní profesí byl knihkupec.
V parlamentních volbách v roce 1920 získal za Československou sociálně demokratickou stranu dělnickou senátorské křeslo v Národním shromáždění. Mandát obhájil v parlamentních volbách v roce 1925, parlamentních volbách v roce 1929 a parlamentních volbách v roce 1935. V senátu zasedal do roku 1939, přičemž v prosinci 1938 ještě přestoupil jako hospitant do senátorského klubu nově zřízené Národní strany práce. Už v lednu 1939 byl ale zbaven mandátu v důsledku rozpuštění sociálně demokratické strany na Slovensku.
Narodil se v českých zemích, projevy v parlamentu pronášel slovensky. Profesí byl redaktorem v Bratislavě. Byl zde šéfredaktorem stranického listu Robotnícke noviny.
Po vzniku slovenského štátu byl na příkaz slovenské vlády zatčen a vězněn v Ilavě. Věznění podlomilo jeho zdraví a krátce nato zemřel (někdy uváděno koncem roku 1939). Dobové nekrology ale zmiňují, že zemřel v únoru 1940.